# Коммерческая космическая станция
Коммерческая космическая станция (ККС) (англ. Commercial Space Station (CSS)) — отменённый проект российской орбитальной станции, разрабатывавшийся компанией «Орбитальные технологии» и РКК «Энергия» для орбитального космического туризма и прочих заказных коммерческих миссий. Вывод на орбиту на российской ракете-носителе Союз планировался в начале 2016 года.

## Устройство
Планировалось, что первый модуль CSS будет объёмом около 20 кубических метров. Первоначально космический отель имел бы четыре каюты, в которых смогли бы одновременно находиться до семи человек. В проекте было предусмотрено обеспечение стыковки с космическим отелем российских, европейских, американских и китайских кораблей. По сравнению с МКС, не рассчитанной на комфортное проживание туристов, планировалось, что космический отель будет обеспечивать приемлемый уровень удобства. Доставлять на станцию туристов и возвращать их обратно планировалось на кораблях Союз, а продукты и оборудование — завозить грузовыми кораблями Прогресс. В случае необходимости CSS могла бы служить убежищем для экипажа МКС при аварии. В свободное от пребывания туристов время планировалось использовать отель для проведения экспериментов. Орбита полета космического отеля выбирается с расчетом близкого расположения к МКС.

## Разработка и постройка
В 2011 году на выставке МАКS были продемонстрированы макеты станции. В металле базовый блок станции планировалось собрать к 2015 году. Первый модуль планировалось вывести на орбиту в конце 2015 — начале 2016 на ракете-носителе «Союз».
Последние новости о ходе разработки проекта на официальном сайте компании датированы сентябрем 2010 года. К 2015 году было признано, что строительство на орбите коммерческой станции маловероятно по финансовым соображениям.

## Назначение

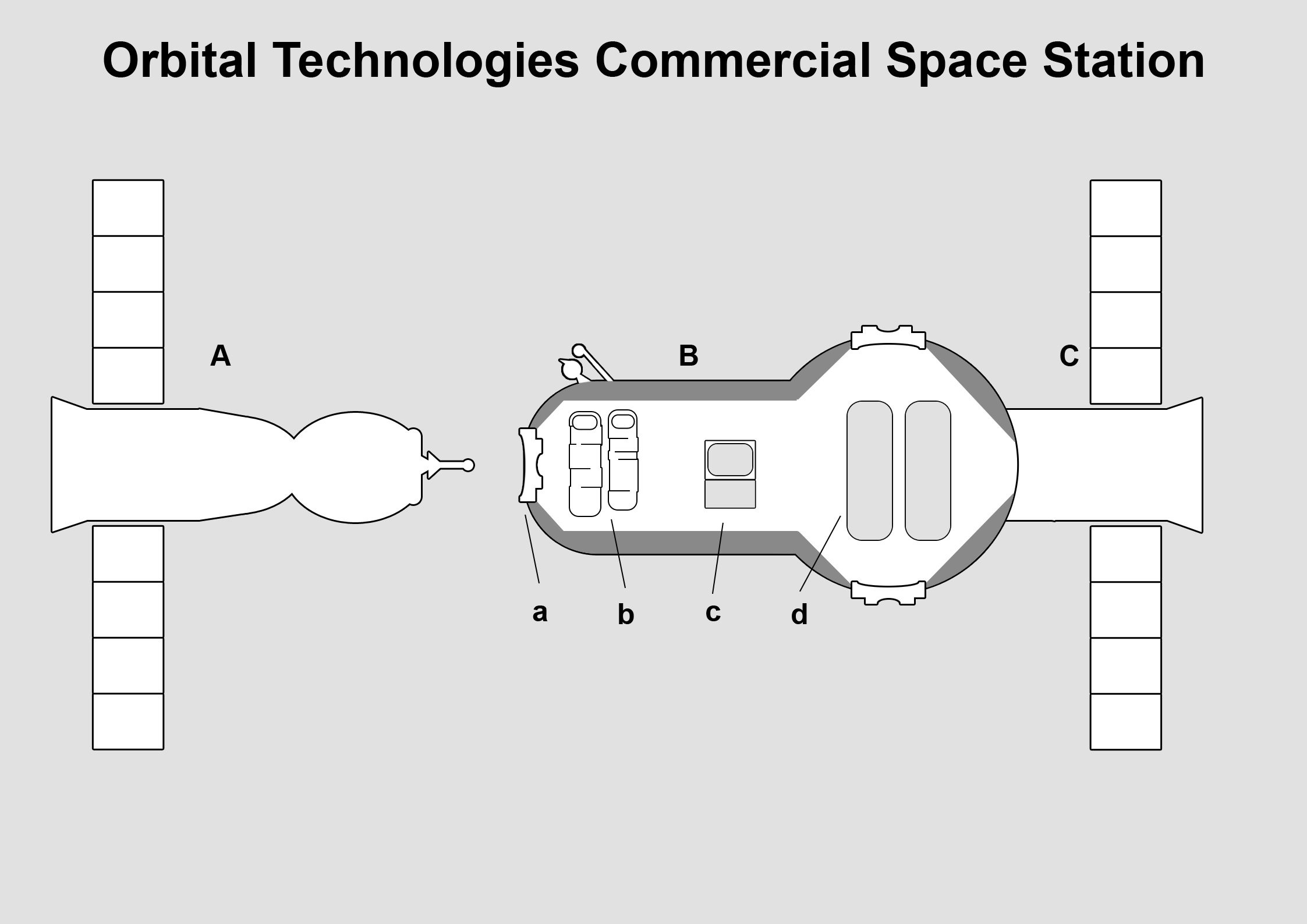
Схематическое изображение ККС (справа) с кораблём «Союз» (слева)

Планировалось использовать станцию не только для туризма, но и как платформу для научных исследований. В частности, таких как кристаллизация белков, обработка материалов, дистанционное зондирование Земли.

## Обслуживание
Клиенты отеля смогли бы выбирать тип кровати, вертикальный или горизонтальный, у них была бы возможность пользоваться душем в отличие от МКС. Пищу в отель планировалось доставлять с грузовиками, в отеле её нужно было бы только разогреть в микроволновке. Спиртные напитки запрещены. Пятидневное пребывание в отеле стоило бы 100 тысяч фунтов стерлингов, а все расходы в целом составили бы 500 тысяч фунтов.

## Участники проекта
Со слов директора компании Сергея Костенко, были найдены инвесторы, как в России, так и в США. Было заявлено об участии в проекте таких организаций, как Государственная корпорация по космической деятельности «Роскосмос», Ракетно-Космическая Корпорация «Энергия» им. С. П. Королева, Федеральное Государственное Унитарное Предприятие «Центр Эксплуатации объектов Наземной Космической Инфраструктуры» (ФГУП «ЦЭНКИ»), Институт Медико-Биологических Проблем (ИМБП).